# Alwin Pedersen
Alwin Pedersen (* 20. August 1899 in Osnabrück; † 23. Juni 1974 auf Fünen) war ein dänischer Zoologe und Sachbuchautor, der zwischen 1924 und 1939 die Tierwelt Ostgrönlands erforschte.

## Leben
Pedersen wurde von seinen katholischen Eltern auf den Namen Aloysius Josef Hermann Pedersen getauft. Sein Vater Jørgen Hermann Pedersen war dänischer Staatsbürger und von Beruf Maurermeister. Seine Mutter Friederike Maria Elisabeth, geborene Wilke, war Deutsche. Alwin war das fünfte von sieben Kindern. 1908 zog die Familie nach Münster, und 1911 schickten ihn seine Eltern auf eine Klosterschule in Steyl in den Niederlanden, die er nach dreieinhalb Jahren wieder verließ. Pedersen legte 1918 in Münster sein Abitur ab. Als dänischer Staatsbürger wurde er nicht als Soldat in die deutsche Armee eingezogen. Seine Studienzeit ist nicht überliefert und der einzige Beleg darüber ist eine Mitgliederliste der Grönländischen Gesellschaft, in der er als Alvin Pedersen, cand. mag. aufgeführt wurde.
Im Frühjahr 1924 suchte Kapitän Ejnar Mikkelsen (1880–1971) nach Freiwilligen für die Gründung der Kolonie Scoresbysund (Ittoqqortoormiit), um den dänischen Anspruch auf Ostgrönland zu untermauern. Zusammengestellt wurde eine Überwinterungsmannschaft, die Häuser und Hütten für die Bewohner bauen sollte, die sich in diesem unbewohnten Gebiet in Ostgrönland niederlassen wollten. Das Überwinterungsteam bestand aus drei Zimmerleuten, einem Geologen, einem Astronomen, einem Künstler und Alwin Pedersen, der als Zoologe tätig war. 
Kurz nach seiner Rückkehr aus Scoresbysund im Jahr 1925 übergab Pedersen das gesamte gesammelte Material an das Zoologische Museum und an das Botanische Museum in Kopenhagen, eine Praxis, die er auch nach der Rückkehr von seinen späteren Forschungsreisen beibehielt. Die genaue Anzahl der Exemplare in wissenschaftlichen Sammlungen in Dänemark, die von Pedersens Aktivitäten in Grönland stammen, ist nicht bekannt, aber sie beläuft sich wahrscheinlich auf mehr als eintausend. Pedersen veröffentlichte seine ersten wissenschaftlichen Ergebnisse unter dem Titel Beiträge zur Kenntnis der Säugetier- und Vogelfauna der Ostküste Grönlands in der Publikation Meddelelser om Grønland (MoG), die erste internationale Fachzeitschrift über Polartiere, die 1878 gegründet wurde. Mit einer Ausnahme veröffentlichte Pedersen alle seine wissenschaftlichen Artikel in Meddelelser om Grønland in deutscher Sprache.
Noch im selben Jahr, in dem er nach Dänemark zurückkehrte, bemühte er sich um Geldmittel, um die biologische Erforschung Nordostgrönlands mit einer eigenen Expedition fortzusetzen. Dies führte zu zwei weiteren Jahren im Scoresbysund (1927–1929), wo nun eine überwiegend grönländische Bevölkerung von fast 100 Personen lebte. Nach seiner Rückkehr 1929 veröffentlichte Pedersen seine nächste wissenschaftliche Arbeit Fortgesetzte Beiträge zur Kenntnis der Säugetier- und Vogelfauna der Ostküste Grönlands. In dem Werk beschreibt er seine Beobachtungen von sieben Arten von Landsäugetieren, darunter fünf Robbenarten sowie Walross und Eisbär, vier Walarten und 58 Vogelarten. 
In seinem ersten Buch Der Scoresbysund von 1930 setzte sich Pedersen auch für den Schutz der Wildtiere in Nordostgrönland ein. 1934 erschien sein sehr populäres Buch Polardyr, das später in Deutschland, Schweden, Frankreich, England und erst 1966 auch in den Vereinigten Staaten veröffentlicht wurde.
1934 bemühte sich Pedersen vergeblich bei den dänischen Behörden um die Schaffung eines Nationalparks, aber im selben Jahr unterstützte der Zoologieprofessor Ragnar Spärck (1896–1965) die Idee während eines Vortrags bei der Königlich Dänischen Geographischen Gesellschaft. Pedersens Einsatz für einen Nationalpark in Nordostgrönland setzte sich u. a. in dem Buch Ein Naturreservat fort. 1974 – dem Todesjahr von Pedersen – wurde der größte Nationalpark der Welt in Nordostgrönland verwirklicht.
Von 1931 bis 1934 war Pedersen einer von acht Zoologen auf einer dreijährigen Expedition nach Nordostgrönland, die von Lauge Koch (1892–1964) geleitet wurde. Pedersens Forschungsergebnisse von der Expedition wurden unter dem Titel Abhandlungen über die Vogelfauna von Nordostgrönland und über den Moschusochsen veröffentlicht. 1935 reiste er an die Westküste Grönlands, um die dortige Fauna, vor allem Rentiere und Wale, zu studieren. Es war seine einzige Exkursion nach Westgrönland. Seinen letzten Aufenthalt in Grönland verbrachte Pedersen noch weiter nördlich als Mitglied der dänischen Nordostgrönland-Expedition (1938–1939) von Ebbe Munck (1905–1974) und Eigil Knuth (1903–1996), die als Mørkefjord-Expedition bekannt wurde. 1942 wurde Alwin Pedersens wissenschaftlicher Bericht Säugetiere und Vögel von seinem letzten Aufenthalt in Grönland veröffentlicht. Es war auch sein letzter Artikel in der Zeitschrift Meddelelser om Grønland.
Im Dezember 1935 heiratete Pedersen die 13 Jahre jüngere Schneiderin Britta Bohn, mit der er in Holte lebte. In dieser Zeit entwickelte sich eine Freundschaft mit dem aus Deutschland stammenden Geologen Hans Frebold (1899–1983). Ende 1941 trat Frebold in das Deutsche Wissenschaftliche Institut (DWI) in Kopenhagen ein, wo er Leiter der Arktisabteilung wurde. Dies ermöglichte es Frebold, Pedersen als wissenschaftlichen Mitarbeiter in der gleichen Abteilung einzustellen, wo er dann bis zur Kapitulation einen bezahlten Posten hatte. Im Herbst 1942 organisierte die arktische Abteilung des DWI eine „Arktische Woche“, in der Spezialisten aus Dänemark, Schweden, Norwegen und Deutschland ein Seminar abhielten. Unter den Teilnehmern war auch der Leiter der norwegischen Spitzbergen- und Eismeer-Vermessung, der Geologe Adolf Hoel (1879–1964), der nach dem Krieg in Norwegen wegen Hochverrats verurteilt wurde. Die Vorträge des Seminars wurden später veröffentlicht, darunter auch der Vortrag von Pedersen über die Wiederkäuer der Arktis, wo er über Rentiere referierte, die er auf seiner Reise nach Westgrönland 1935 beobachtet hatte. Frebold wurde im Mai 1943 zum Kriegsdienst in die Wehrmacht einberufen, und seine Tätigkeit im DWI war dann eingeschränkt. Er erhielt eine kirchliche Stellung bei der deutschen Kriegsmarine in Dänemark, doch im Gegenzug stieg sein Einkommen mit der Position des kommandierenden Offiziers erheblich. 1943 kam Pedersens erstes Kind zur Welt und er ließ die Vornamen Aloysius Josef durch Alvin ersetzen.
Nach Kriegsende wurden sowohl Hans Frebold als auch Alwin Pedersen der Kollaboration mit der Besatzungsmacht verdächtigt und mehrfach verhört, jedoch wurde keiner von beiden wegen Kollaboration verurteilt. Frebold wanderte 1949 nach Kanada aus. Pedersen wurde nicht mehr im öffentlichen Dienst beschäftigt. 1945 veröffentlichte er in der Druckerei von E. Bruun & Co. in Kopenhagen ein Buch mit einer ausführlichen Beschreibung der Lebensweise des Eisbären. Das Buch basiert zum Teil auf eigenen Beobachtungen und zum Teil auf den Beschreibungen anderer.
Im Jahr 1951 veröffentlichte der Verlag Gyldendal Pedersens Buch Rosmarus (deutsch: Das Walross) und 1956 erschien beim J. Fr. Clausen Forlag das Werk Fribyttere og kongeligt vildt, über die größeren Säugetiere in den dänischen Wäldern. Danach wurden keine Bücher mehr auf Dänisch veröffentlicht. Er schrieb jedoch eine Reihe von populärwissenschaftlichen Artikeln für die dänische Jagdzeitung Naturens Verden sowie für die Magazine Vor Viden und Tidsskriftet Grønland. Daneben übersetzte er seine Schriften aus den 1930er Jahren in andere Sprachen und veröffentlichte seine neueren Werke in Deutschland. 
1962 veröffentlichte Pedersen eine wissenschaftliche Notiz über den Unterschied zwischen dem pazifischen und dem atlantischen Walross. Im selben Jahr stellte er die Theorie auf, dass die atypische Form der Schwanzflosse des Narwals eine Anpassung an tiefe Tauchgänge darstellt. Spätere Forschungen mit Tauchmessgeräten haben ergeben, dass Narwale bis in Tiefen von über 1800 m tauchen und im Winter über 90 % ihrer Tieftauchgänge auf dem Meeresboden stattfinden. Dies war seine letzte bekannte wissenschaftliche Arbeit. Alwin Pedersen stand in Korrespondenz mit Biologen in der ganzen Welt, insbesondere mit deutschen. In den 1950er Jahren besuchten er und seine Familie die Zoologin Erna Mohr (1894–1968) in Hamburg und Bernhard Grzimek in Bern.
Anfang der 1960er Jahre ließ sich Petersen von seiner Frau scheiden, die nach Kanada auswanderte und später Hans Frebold heiratete, dessen Frau mittlerweile gestorben war.
Pedersens Bibliographie umfasst 26 Bücher in verschiedenen Übersetzungen, fast 100 populärwissenschaftliche Artikel in verschiedenen Zeitschriften, von denen 15 in den Zeitschriften Tidsskriftet Grønland und Det grønlandske Selskabs Årsskrift erschienen, elf wissenschaftliche Artikel, fünf Zeitungsartikel und fünf Einträge in der Enzyklopädie Grzimeks Tierleben, darunter über die Walrosse, den Korsak, den Polarfuchs, die Raubtiere und den Kodiakbär.

## Schriften (Auswahl)
- Der Scoresbysund. Drei Jahre Forschungsreisen an der Ostküste Grönlands, 1930
- Polardyr, 1934 (deutsch: Unter Polartieren, J. J. Weber, Leipzig 1935 = Weberschiffchen-Bücherei 13)
- Myggenaes, 1935
- Der Eisbär (Thalarctos maritimus Phipps.) Verbreitung und Lebensweise, 1945
- Rosmarus, 1951 (deutsch: Das Walross, 1962)
- Auf Jagd in Grönland, 1953
- Fribyttere og kongeligt vildt, 1956
- Die Vogelberge des Atlantik, 1954
- Riesen des Eismeeres, 1957
- Der Moschusochs. Ovibos moschatus, 1958
- Nordwärts mit den Pelztierjägern, 1959
- Der Eisfuchs, 1959
- Die nordpolaren Robben, 1974